# Arthur Edwin Hill
Arthur Edwin Hill (Birmingham, 9 de janeiro de 1888 - 5 de junho de 1966) foi um jogador de polo aquático britânico, campeão olímpico.
Arthur Edwin Hill fez parte do elenco medalha de ouro em Estocolmo 1912